# 1e Legergroep (Japan)

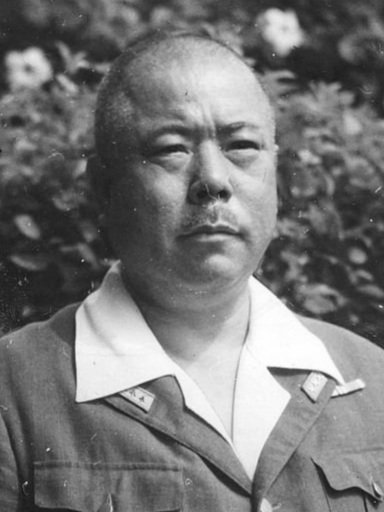
Tomoyuki Yamashita

De Eerste Legergroep (Japans: 第1方面軍,  daiichihōmengun) was een legergroep van het Japanse Keizerlijke Leger. Deze legergroep werd opgericht op 4 juli 1942 en werd ingezet in Mantsjoerije als onderdeel van het Kanto-leger. Bij zijn overgave in augustus 1945 bevond de legergroep zich in de omgeving van de Chinese stad Dunhua.

## Overzicht
- Oprichting: 4 juli 1942
- Operatiegebied: Mantsjoerije
- Onderdeel van het Kanto-leger

## Commandanten
- 1 juli 1942 – 26 september 1944: luitenant-generaal Tomoyuki Yamashita
- 26 september 1944– einde van de oorlog: luitenant-generaal Kita Seiichi

## Structuur van de legergroep op het einde van de oorlog
- 3e Leger. Het 3e leger bevond zich in Yanji bij zijn overgave.
  - 79e divisie,
  - 112e divisie
  - 127e divisie,
  - 128e divisie
  - 132e Zelfstandig gemengde brigade
- 5e Leger
  - 124e divisie,
  - 126e divisie
  - 135e divisie,
  - 128e divisie
  - 15e grenstroepen
  - 1e Genie
- 122e divisie,
- 134e divisie
- 139e divisie,